# St Michael and All Angels (Barton Turf)

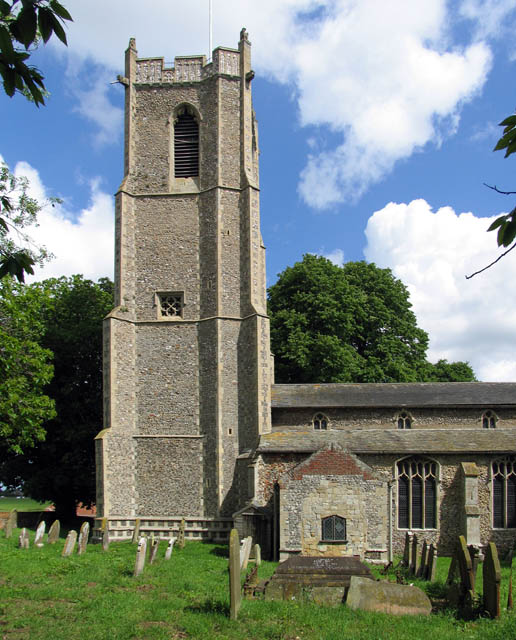
St Michael and All Angels

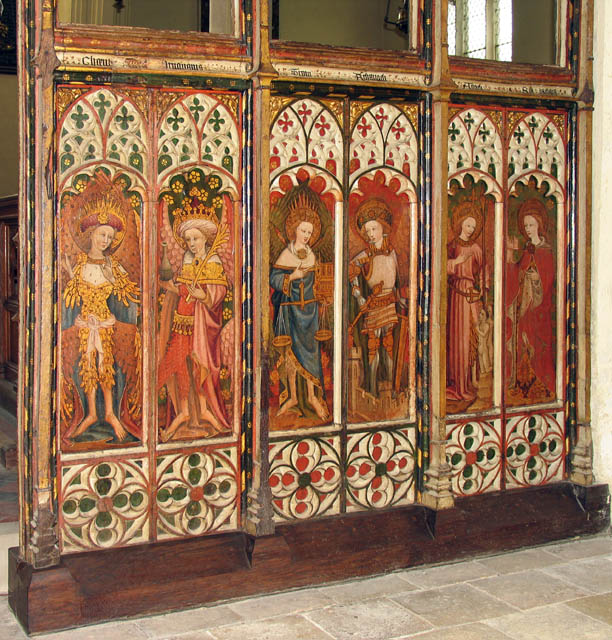
Rechte Chorschranke

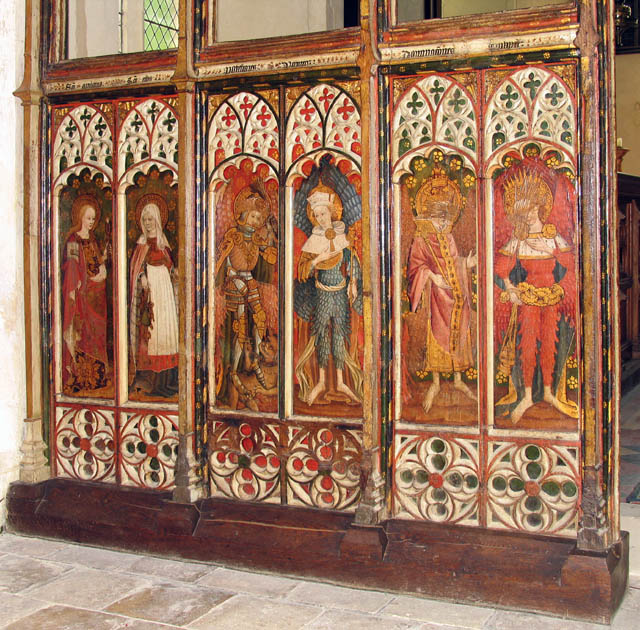
Linke Chorschranke

St Michael and All Angels ist die Pfarrkirche von Barton Turf in der Grafschaft Norfolk in England. Sie liegt rund einen Kilometer südwestlich des Dorfs innerhalb einer Baumanpflanzung. Die Kirche ist als Grade-I-Bauwerk (Gebäude von außerordentlichem Interesse in England oder Wales) gelistet.

## Bau und Ausstattung
Die als Bauwerk eher unbedeutende Kirche im Perpendicular Style besitzt einen Westturm. Sie ist vor allem durch die 12 Paneele ihrer spätgotischen Chorschranke bekannt, die in ihrer Qualität nur der der Kirche St Helen’s in Ranworth nachstehen. Die zwölf flämisch beeinflussten Tafeln wohl aus der Zeit zwischen 1440 und 1450 stellen die Heilige Apollonia, die Heilige Zita, die Heilige Barbara sowie die neun Ordnungen von Engeln (die Darstellungen der Herrschaften und der Seraphim sind wahrscheinlich wegen der Darstellungen „papistischer“ Symbole (Tiara und Weihrauchfass) im Englischen Bürgerkrieg zerkratzt worden) dar. Im südlichen Kirchenschiff befinden sich spätere Darstellungen (wohl um 1490) des Königs Heinrich VI. sowie des Heiligen Edmund, Eduards des Bekenners und des Heiligen Olaf.
Die Kirche beherbergt eine kleine Orgel, die 1835 von dem Orgelbauer Bates erbaut wurde. Das einmanualige Instrument hat 5 Register (C–g3: Open Diapason 8′, Clarabella 8′, Stopt Diapason Bass 8′, Principal 4′, Flute 4′).